# گل‌مغان
گل‌مغان محله‌ای است که در استان اردبیل، شهرستان اردبیل، بخش مرکزی قرار دارد.

## جمعیّت
بر اساس سرشماری سال ۱۳۸۵ جمعیّت این روستا ۶۰۹۴ نفر با ۱۳۸۳ خانوار بوده‌است. این جمعیت در سال ۱۳۹۰ بالغ بر ۱۰ هزار نفر و ۱۵۰۰ خانوار می‌شد.